# Joos Valgaeren
Joos Valgaeren (ur. 3 marca 1976 w Leuven), piłkarz belgijski grający na pozycji środkowego obrońcy.

## Kariera klubowa
Valgaeren jest wychowankiem KFC Verbroedering Geel. W 1993 roku zadebiutował w jego barwach w drugiej lidze, a już rok później został zawodnikiem KV Mechelen, grającego w pierwszej lidze. Od sezonu 1995/1996 był podstawowym zawodnikiem drużyny, jednak za każdym razem zajmował z nią miejsca w środku tabeli. W 1997 roku przeszedł do holenderskiej Rody JC Kerkrade. W sezonie 1998/1999 rozegrał tylko 6 meczów z powodu kontuzji, ale już w kolejnym był podstawowym zawodnikiem Rody i strzelił 5 goli w Eredivisie. W tamtym sezonie zdobył z Rodą Puchar Holandii.
W 2000 roku Valgaeren wyjechał do szkockiego Celticu. Kosztował 5,7 miliona euro. W Scottish Premier League zadebiutował 30 lipca w meczu z Dundee United, wygranym przez klub z Glasgow 2:1. W swoim pierwszym sezonie spędzonym na Celtic Park grał w wyjściowej jedenastce i wywalczył swój premierowy tytuł mistrza Szkocji, a do tego dołożył także zdobyty Puchar Szkocji. W 2002 roku obronił z Celtikiem mistrzostwo, ale w 2003 "The Boys" musieli uznać wyższość odwiecznego rywala, Rangersów. W sezonie 2003/2004 stracił miejsce w składzie na skutek urazów i w kolejnych dwóch sezonach zaliczył tylko 16 spotkań w barwach Celticu. W 2004 roku wywalczył dublet, a w 2005 oprócz wicemistrzostwa, także krajowy puchar. Dla Celticu wystąpił 106 razy i zdobył 7 goli.
W 2005 roku Valgaeren wrócił do ojczyzny i podpisał kontrakt z ówczesnym mistrzem Belgii, Club Brugge. W klubie z Brugii przez pierwsze dwa sezony wystąpił w małej liczbie meczów z powodu kłopotów ze zdrowiem. W 2008 roku belgijski zawodnik podpisał dwuletni kontrakt z grającym w Eerste Divisie FC Emmen.
| Sezon   | Klub                   | Kraj     | Rozgrywki               | Mecze | Bramki |
| ------- | ---------------------- | -------- | ----------------------- | ----- | ------ |
| 1993/94 | KFC Verbroedering Geel | Belgia   | Tweede Klasse           | 20    | 0      |
| 1994/95 | KV Mechelen            | Belgia   | Eerste Klasse           | 4     | 0      |
| 1995/96 | KV Mechelen            | Belgia   | Eerste Klasse           | 30    | 0      |
| 1996/97 | KV Mechelen            | Belgia   | Eerste Klasse           | 28    | 1      |
| 1997/98 | Roda JC Kerkrade       | Holandia | Eredivisie              | 22    | 1      |
| 1998/99 | Roda JC Kerkrade       | Holandia | Eredivisie              | 6     | 1      |
| 1999/00 | Roda JC Kerkrade       | Holandia | Eredivisie              | 30    | 5      |
| 2000/01 | Celtic F.C.            | Szkocja  | Scottish Premier League | 35    | 3      |
| 2001/02 | Celtic F.C.            | Szkocja  | Scottish Premier League | 20    | 2      |
| 2002/03 | Celtic F.C.            | Szkocja  | Scottish Premier League | 35    | 2      |
| 2003/04 | Celtic F.C.            | Szkocja  | Scottish Premier League | 7     | 0      |
| 2004/05 | Celtic F.C.            | Szkocja  | Scottish Premier League | 9     | 0      |
| 2005/06 | Club Brugge            | Belgia   | Eerste Klasse           | 5     | 0      |
| 2006/07 | Club Brugge            | Belgia   | Eerste Klasse           | 7     | 0      |
| 2007/08 | Club Brugge            | Belgia   | Eerste Klasse           | 17    | 0      |
| 2008/09 | FC Emmen               | Holandia | Eerste Divisie          | 14    | 0      |
| 2008/09 | FC Emmen               | Holandia | Eerste Divisie          | 4     | 0      |

## Kariera reprezentacyjna
W reprezentacji Belgii Valgaeren zadebiutował 23 lutego 2000 roku w zremisowanym 1:1 towarzyskim spotkaniu z Portugalią. W tym samym roku selekcjoner Robert Waseige powołał go do kadry na Euro 2000, którego Belgowie byli współgospodarzem. Na tym turnieju był podstawowym obrońcą Belgii i rozegrał wszystkie trzy spotkania grupowe: ze Szwecją (2:1), z Włochami (0:2) i z Turcją (0:2). Od 2003 roku znajduje się poza kadrą narodową, dla której wystąpił 19 razy.